# 亞士蘭 (密西西比州)
阿士蘭（英語：Ashland）是一個位於美國密西西比州本頓縣的城鎮。根據2010年美國人口普查，該地共人口569人，而該地的面積約為4.70平方千米。同時該地也是本頓縣的縣治。

## 地理
阿士蘭的座標為34°49′57″N 89°10′45″W / 34.83250°N 89.17917°W，而該地的平均海拔高度為196米（即643英尺）。